# MS Deutschland (1998)
MS Deutschland je loď postavená roku 1998 a určená pro zámořské výletní plavby (německy Kreuzfahrtschiff). 
Byla vlajkovou lodí zaniklého rejdařství Peter Deilmann Reederei se sídlem v německém Hamburku, které v roce 2016 skončilo konkursem. Jejím domovským přístavem byl dlouhá léta Neustadt in Holstein, v současnosti pluje pod vlajkou ostrovního státu Bahamy s domovským přístavem Nassau. Od letní sezóny roku 2016 – pouze v měsících květnu až září – podniká její posádka cestovní plavby (Kreuzfahrt(en)) pro společnost Phoenix Reisen, která sídlí v Bonnu. V lednu 2018 koupila tuto loď společnost Delos Cruise, přičemž bylo oznámeno, že pronájem (charter) společnosti Phoenix Reisen byl prodloužen do roku 2025. V měsících září až duben pluje loď pod názvem World Odyssey.
Loď vešla v Německu ve známost hlavně díky mnohaletému televiznímu seriálu stanice ZDF s názvem Traumschiff (Loď snů), který se natáčel na její palubě. 

## Stavba a dodávka
Stavba lodi Deutschland, lodi určené pro zaoceánské výletní plavby, byla zahájena dne 1. prosince 1996 položením kýlu v loděnici Howaldtswerke-Deutsche Werft AG v Kielu pod stavebním číslem 328. O více než rok později, dne 16. ledna 1998, vyplula ke své první plavbě. Předání rejdařství proběhlo 11. května 1998, křest lodi provedl bývalý spolkový prezident Richard von Weizsäcker. 18. května 1998 vyplula Deutschland na svoji panenskou plavbu do Norska.

## Provoz
Výletní loď Deutschland uskutečňovala pro dřívější majitele resp. jejich nájemce také cesty kolem světa. V letních obdobích vyplouvá Deutschland z některého z německých přístavů (Kiel, Bremerhaven nebo Hamburk) převážně k plavbám po Baltském moři či do norských fjordů. Přitom doplňuje program dalších tří výletních lodí společnosti Phoenix Reisen, kterými jsou MS Amadea, MS Albatros a největší z nich, MS Artania.
Během raného jara a pozdního podzimu pluje loď pod názvem World Odyssey (jako dříve do prodeje jiným majitelům) po Středozemním moři či např. ke Kanárským ostrovům. Během zimy je World Odyssey nasazována z Evropy do cílů v Jižní Africe nebo v Karibiku, pokud není zorganizována cesta kolem celého světa, se zastávkami např. v Hongkongu, na indonéském ostrově Bali, v Austrálii, na Novém Zélandu nebo v Jižní Americe. Téměř všechny delší cesty jsou ale rozloženy do většího počtu etap v závislosti na přístavech, které jsou dostupné letecky, a jednotlivé etapy lze absolvovat zvlášť. Ve všech přístavech jsou organizovány výlety autobusem nebo jinými dopravními prostředky do několika míst podle výběru cestujících. Cena těchto výletů není zahrnuta do ceny plavby, ta je však jinak all inclusive, tj. včetně celodenní stravy a některých nápojů. 
V roce 2000 plnila při svých plavbách funkci "vyslankyně" Expo 2000. Ve stejném roce během Letních olympijských her 2000 v Sydney posloužila německému olympijskému výboru jako plovoucí "olympijský dům".
V roce 2008 oslavila 10 let svého provozu během "jubilejní" plavby.

## Pohon a strojní vybavení

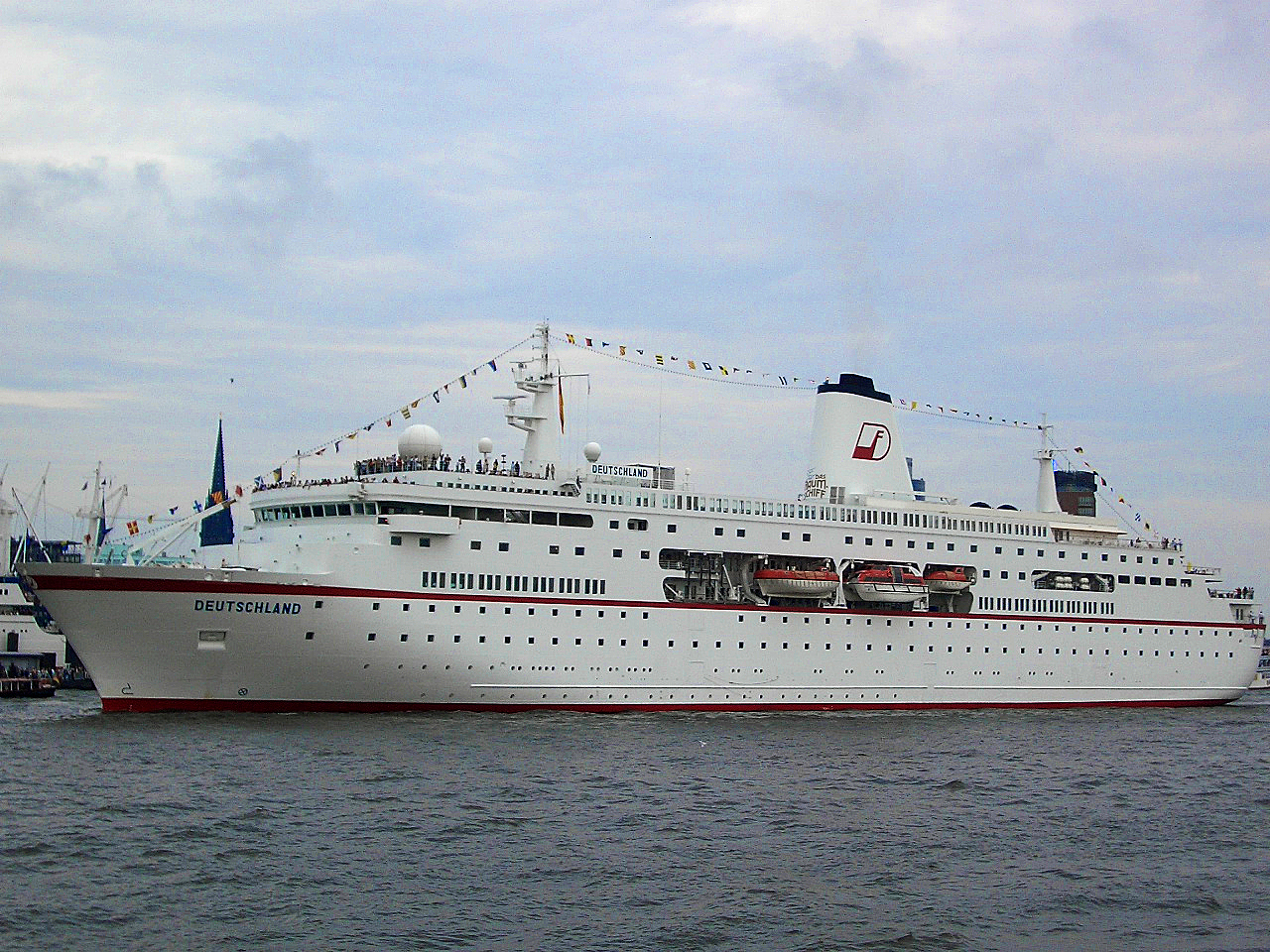
Zámořská výletní loď Deutschland, 26. srpna 2006

Deutschland je vybavena konvenční sestavou vznětových (dieselových) motorů. Jak u zádě tak u pravého boku je vždy dvojice motorů, jednoho osmiválcového typu MaK 8M32 a jednoho šestiválcového MaK 6M32, spřažených do jedné pohonné skupiny. Prostřednictvím redukční převodovky a vlnovodu pohánějí plavidlo stavitelné lodní šrouby s konstantními otáčkami. Vedlejším výstupem každého z hlavních motorů jsou poháněny hlavní elektrické generátory lodi, každý o výkonu 2400 kW.
Výlučně pro dodávku elektrické energie jsou instalovány další dva generátory poháněné dieselmotory typu MaK 9M2. Dosahují výkonu 1400 kW.
V květnu 1999 byla v loděnici HDW v Rendsburgu firmou Renk vyříznuta boční stěna lodi kvůli výměně těžce zatížené převodovky. Kromě omezených škod byl hlavním důvodem pro výměnu převodovky hluk, který způsoboval nevyužitelnost 40 kabin pro cestující.

## Kabiny a zařízení na palubě
Vnitřní vybavení prostor pro cestující na Deutschland bylo původně provedeno ve stylu luxusních hotelů 20. let 20. století. V kabinách a ostatních prostorách pro cestující se nacházely klasicistní, secesní a art deco prvky. Loď byla výborem pro klasifikaci hotelů organizace DEHOGA označena nejvyšší třídou „5-Sterne-Superior“. Deutschland byla původně určena pro 620 pasažérů v 318 kabinách, ale po přestavbách nabízí místo jen pro 520 pasažérů v 293 kabinách rozdělených do pěti kategorií („Grande-Suite“, „Suite“, „Klassik“, „Komfort“ a „Kabinett“). Jedna kabina je vybavena jako bezbariérová. Kromě „Císařského sálu (Kaisersaal)“, ve kterém se konají koncerty, plesy a podobné akce, jsou pasažérům přístupné nebo jim sloužící prostory také:
- Restauranty („Berlin“, „Vierjahreszeiten“, „Lido-Gourmet“ a „Lido-Grill“)
- Bary („Zum Alten Fritz“, „Lido-Café“, „Lido-Bar“,  a též bar při bazénech)
- Salon („Lili Marleen“)
- Knihovna
- Biograf resp. konferenční sál
- Sportovní centrum
- Bazény na palubách „Kur-Deck“ a „Lido-Deck“
- Wellnessové centrum
- Nemocnice s dialyzační stanicí

O bezpečnost plavby se stará námořní posádka v čele s kapitánem. Celkově je na lodi 280 stálých zaměstnanců včetně recepčních, cestovních průvodců, kuchařů, číšníků, pokojských a dalších. V posledních letech pochází mnoho zaměstnanců z Filipín. K nim přistupují na jednotlivé plavby angažovaní umělci apod. 

## Osudy lodi od roku 2015
V letech 1998-2015 měla Deutschland domovský přístav Neustadt in Holstein v německé spolkové zemi Šlesvicko-Holštýnsko. Od 20. května 2015 má domovský přístav v hlavním městě ostrovního státu Bahamy Nassau.
Ještě na začátku roku 2016 byl osud lodi kvůli problémům majitele, rejdařství Peter Deilmann, nejistý. Plula tehdy pod názvem World Odyssey. Od března 2016 byla v loděnici Navantia ve španělském přístavu Cádiz přestavována. Od letní sezóny roku 2016 pluje loď – pouze v měsících květnu až září – opět pod názvem Deutschland pro německou cestovní společnost Phoenix Reisen se sídlem v Bonnu. Původně byl s majitelem lodi dohodnut pronájem do roku 2021.
V lednu 2018 koupila tuto loď společnost Delos Cruise, přičemž bylo oznámeno, že pronájem (charter) společností Phoenix Reisen bude prodloužen do roku 2025. V měsících září až duben pluje loď nadále pod názvem World Odyssey.

## Zajímavosti
- Britský průvodce po výletních plavbách A Brit's Guide to Cruising označil ve vydání z roku 2000 Deutschland jako nejlepší „Ultra-Deluxe Ship“, naproti tomu v Douglas Wardově průvodci Berlitz Guide Ocean Cruising & Cruise Ships loď neobdržela žádné ocenění. Rejdař Deilmann vystoupil právní cestou proti této knize a dosáhl zákazu vydání v Německu pro rok 1998. Lodě rejdařství Deilmann od té doby nejsou v průvodci Berlitz Guide hodnoceny.[8]
- V rámci projektu vysílání Kopfball extrem stanice Westdeutscher Rundfunk ze 3. července 2007 jel Dirk Gion v Kielské zátoce asi 5 minut na vodních lyžích, tažen lodí Deutschland.
- Všichni pasažéři Concordu, havarovaného dne 25. července v Paříži, se měli v New Yorku nalodit na loď Deutschland jako její cestující.
- Od roku 2006 byla Deutschland nejen místem natáčení televizního seriálu Traumschiff (Loď snů), ale také seriálu  Kreuzfahrt ins Glück (Cesta za štěstím). Od roku 2015 se stala změna; oba seriály se začaly natáčet na palubě zhruba stejně velké lodě Amadea, která je –stejně jako Deutschland, ale po celý rok – pronajata německé cestovní společnosti Phoenix Reisen se sídlem v Kolín nad Rýnem.[9]